# Cartas do Absurdo
Cartas do Absurdo (international: Letters from Absurd) ist ein brasilianischer Essayfilm von Gabraz Sanna aus dem Jahr 2025.

## Inhalt
Durch die Kolonisation Südamerikas kamen Millionen von Indigenen ums Leben. Der Regisseur Gabraz Sann stellt fünf Briefe von Indigenen aus dem 17. Jahrhundert vor, die vom Untergang ihrer Zivilisation berichten.

## Produktion
Der brasilianische Regisseur Sanna (* 1981) nahm bereits 2015 mit seinem Film Ruína an der Berlinale teil. Nach Sanna sei der Film durch die interpretatorischen Bildwelten eher ein Essayfilm.
Der Film feierte am 18. Februar auf der Berlinale 2025 in der Sektion Forum Expanded Premiere.

## Rezeption
Nach Marcelo Ikelda nehme der Film die Briefe als Ausgangspunkt, um eine Lesart des Kontakts zwischen der „Zivilisation“ und der indigenen Bevölkerung Brasiliens vorzuschlagen. Dabei entstehe kein erklärendes Handbuch im Sinne einer soziologischen Analyse. Vielmehr sei der Film ein poetischer Versuch, die Implikationen dieses Kontakts zu ergründen, bei dem die Gewalt in den Prozess der Bildproduktion selbst eindringt.